# Yōsuke Saitō
Yōsuke Saitō (japanisch 斎藤 陽介 Saitō Yōsuke; * 7. April 1988 in der Präfektur Tokio) ist ein japanischer Fußballspieler.

## Karriere
Saitō erlernte das Fußballspielen in der Jugendmannschaft von Yokohama F. Marinos. Seinen ersten Vertrag unterschrieb er 2007 bei Yokohama F. Marinos. Der Verein spielte in der höchsten Liga des Landes, der J1 League. Für den Verein absolvierte er 12 Erstligaspiele. 2010 wechselte er zum Drittligisten Zweigen Kanazawa.